# 24時間テレビ34 愛は地球を救う
『24時間テレビ34 「愛は地球を救う」 力〜わたしは、たいせつなひとり。〜』（24じかんテレビ34「あいはちきゅうをすくう」 ちから〜わたしは、たいせつなひとり。〜）は、日本テレビにて2011年8月20日（土）18:30 - 8月21日（日）20:54（JST）に生放送された34回目の『24時間テレビ』である。メインパーソナリティは関ジャニ∞。

## 概要
東日本大震災発生後以来、初の24時間テレビとなった。募金総額も1,986,414,252円と最多であった。
メインパーソナリティは、関ジャニ∞が初めて担当した。男性総合司会は1980年（第3回）以来、30年務めた徳光和夫に代わり、この年日本テレビを退社してフリーになった羽鳥慎一が担当している（2024年現在も担当中）。徳光はチャリティーマラソンランナーとして出演、当時70歳であり、2007年（第30回）の萩本欽一（当時66歳）の年齢を抜く最年長記録となった。
この年は「世界の果てまでイッテQ!」の制作陣を中心としたスタッフ構成であったため、これに関わる演者も多く出演している。

## 出演者
※グループ名・所属は基本的に当時のもの

### 総合司会
- 羽鳥慎一
- 西尾由佳理（当時・日本テレビアナウンサー）

### メインパーソナリティー
- 関ジャニ∞
  - 横山裕
  - 渋谷すばる
  - 村上信五
  - 丸山隆平
  - 安田章大
  - 錦戸亮
  - 大倉忠義

※錦戸は関ジャニ∞としては初だが、NEWSと活動を兼任していた2009年（第32回）に、NEWSとしてメインパーソナリティーを務めていた為、錦戸のみ2回目の担当。

### チャリティーパーソナリティー
- 堀北真希

### サポーター
- 宮川大輔
- イモトアヤコ

### チャリティーマラソンランナー
- 徳光和夫

## 企画・コーナー

### タイムテーブル
| 時間         | コーナー名                                                    |
| ------------ | ------------------------------------------------------------- |
| 20日 18:30 - | オープニング                                                  |
| 20日 18:40 - | 徳光和夫２４時間マラソン                                      |
| 20日 18:50 - | ダーツの旅的インタビュー                                      |
| 20日 19:30 - | 未知の病を抱える８歳の少女 櫻井翔が見た命の力                 |
| 20日 19:50 - | 日本に元気と勇気を! 立木早絵とイモトが挑むキリマンジャロ登山  |
| 20日 20:00 - | ガレキの中の小さな花屋さん                                    |
| 20日 20:20 - | ダーツの旅的インタビュー                                      |
| 20日 20:30 - | 石川遼が見た東日本大震災 子供たちとの特別授業                 |
| 20日 21:00 - | ドラマスペシャル「生きてるだけでなんくるないさ」              |
| 20日 23:05 - | ギネス世界記録にチャレンジ                                    |
| 20日 23:15 - | 朝まで生しゃべくり007 ダーツの旅的インタビュー                |
| 21日 5:40 -  | ものまねお天気コーナー                                        |
| 21日 6:00 -  | ギネス世界記録にチャレンジ                                    |
| 21日 6:30 -  | ２４時間テレビドラマの真実                                    |
| 21日 7:00 -  | 日テレ系各局生中継                                            |
| 21日 7:45 -  | ダーツの旅的インタビュー                                      |
| 21日 7:50 -  | 綾小路きみまろ 芸能界の恩師がくれた言葉の力                   |
| 21日 8:10 -  | １００歳の１００メートル走                                    |
| 21日 8:20 -  | モーニング娘。ドリームモーニング娘。スペシャルメドレー        |
| 21日 8:30 -  | 三陸に船を集める義援船プロジェクト                            |
| 21日 8:50 -  | アメイジング・グレイスにかける想い                            |
| 21日 9:00 -  | ダーツの旅的インタビュー                                      |
| 21日 9:10 -  | 田中良子の笑顔を支えた力                                      |
| 21日 9:50 -  | 奇跡のものまね「青木隆治」人生を変えたコロッケとの出会い      |
| 21日 10:00 - | ダーツの旅的インタビュー                                      |
| 21日10:30 -  | 伝説のコンビ・コント５５号 欽ちゃん二郎さんの絆               |
| 21日 10:50 - | みんなにエールを贈りたい バラバラになった福島の合唱団         |
| 21日 11:30 - | 友達をつくりたい自閉症の少年 嵐・大野智との夏休み             |
| 21日 12:00 - | 宮川大輔を救ったおばあちゃんからの贈り物 天国のおばあちゃんへ |
| 21日 12:30 - | ギネス世界記録にチャレンジ                                    |
| 21日 12:50 - | 力を尽くす獣医・阿部俊範さん                                  |
| 21日 13:20 - | 耳の不自由な子供たちとパントマイムショー                      |
| 21日 13:40 - | 高校生ダンス甲子園                                            |
| 21日 14:40 - | 津波で父を失った少年の夢 約束のホームラン                     |
| 21日 15:00 - | 一日密着 力を尽くす被災地の便利屋                             |
| 21日 15:15 - | 思いを書に託して… ダウン症の少女たちの挑戦                    |
| 21日 15:40 - | 関ジャニ∞「史上最強の無責任ヒーロー」                         |
| 21日 15:45 - | 生まれつき脳に障害のある少女 ベッキーと起こす新たな奇跡       |
| 21日 16:10 - | 笑顔で小児ガンと闘った少年 錦戸亮が見た生きる力               |
| 21日 17:30 - | チャリティー笑点                                              |
| 21日 18:30 - | 子供たちの大演奏会                                            |
| 21日 18:50 - | 堀北真希インドネシアへ 傷ついた子供達の未来築く絵本の力       |
| 21日 19:15 - | 日本中への応援歌 高校生１８６人踊る吹奏楽に紳助感動           |
| 21日 19:30 - | 東日本大震災 最愛の妻が残した生きる力                         |
| 21日 20:10 - | フィナーレ                                                    |

## スタッフ
- 技術統括：古川誠一
- 美術統括：大川明子
- 総合TD：土屋隆
- マイクロプラン：小野敏之
- 本社VTR︰野平和之、岩原正明
- SDC・SOC︰三隅翔三、大越克人、坂本孝司、岡田仁、小柳和紀、高橋宏和
- CVセンター︰内田宏享、西大條清孝、日高弓衣
- マスター︰鈴木康夫、鈴木祐一、大場善之、石毛脩、榎本匡敏、石井毅、森秀人、小池保博、佐々木聡
- 放送進行︰木田哲治、松田可愛、長山太郎
- 回線ブッキング：知念愛香、宅間士朗、飯地浩美
- 電話回線設備：前島聡、中村一朗、浅川彦四郎、石中史彦
- CGデザイン：堀江隆臣、石渡英明、越波央、藤原誠、高坂敬、安田朝実、水落功真、山岸龍、野村俊介、瀧本愛子、佐藤直輝
- テロップセンター︰滝澤美奈子、工藤かなえ、池田彬、久保田英嗣、後明裕一、宮前芳恵、辻根昌枝、石黒好美、小川朋美、島田彩
- 広報：永井晶子、友定紘子
- 編成：糸井聖一、中村圭吾、吉無田剛
- 営業：酒井基成、東井文太、加藤友規
- CM進行︰朝倉玲子、前田晋太郎
- 技術協力：NiTRO
- 美術協力：日テレアート

告知
- - 音効：サウンドエッグノッグ
  - カメラ：海野太郎、槇本悟、柴田義行
  - ディレクター：石田一利、小笠原剛、小舩井悠輔
  - プロデューサー：上野尚偉、兜森英美

PR*スポットCM
- - ディレクター：宮崎浩一
  - 演出：長島一泰
  - プロデューサー：横田崇、大澤裕二、森清知成

デジタルコンテンツ
- - 制作統括：川邊裕介、清水大輔、沖絵未
  - プロデューサー：太田正仁、奥山覚、若園基寛、安部亮、新津沙央理、左川真弓

〔ホームページ・携帯サイト・ケータイチャリティー〕
- - 米川考貴、郡司寿美華、林哲志、清水守、大倉悠輝、阿部洋介、岡部皓一、高橋雅也、金子修一郎、小山賢司、吉田浩、白倉誠子

〔第2日本テレビ〕
- - プロデューサー：久保真一郎、山﨑雄二
  - チーフディレクター：今井大輔
  - ディレクター：林健司、吉川夏子、山本久美子、岡村香織

〔データ放送〕
- - プロデューサー：三ツ谷浩樹
  - ディレクター：崎田孝介
  - 技術：中曽根貴良、石島健一郎、篠田貴之
  - SE：山田圭佑、柴田浩孝
  - デザイナー：下迫直樹、三宅貴生

24時間テレビ日産チャリティーイベント
- - 特別協賛：日産自動車
  - TD：中濱央友
  - SW：関口文雄
  - カメラ：楢山剛
  - MIX：渡辺祐一
  - VE：田村好彦
  - 照明：小笠原雅登
  - 音響：嶋村正勝
  - 音効：高橋秀治
  - モニター：萱間一彦
  - AP：相野谷智子
  - ディレクター：森山琢哉、松﨑秀峰、大輪和孝
  - プロデューサー：矢澤真、山口敦司、城野麻衣子

警備本部
- - 警備本部：金子茂、島崎里美、永野和重、中田洋、佐々木明、足立実央、大河敏一
  - 副本部長：玉置方博、高鳥一郎
  - 本部長：伊藤和明

汐留本社S1サブ放送本部
- - TD：佐藤勝義
  - 音声プラン：林英毅
  - SW：村松明、高田憲一、加賀屋博史、岩本茂
  - 音声：山口裕司、加賀金重郎、小境健太郎、瀧島要介、笹川秀男、勝又理行、藤岡絵里子
  - 調整：田口徹、石野太一、牛山敏彦、天内理絵、茅野温子
  - VTR出しディレクター：広江孝吉、星野隆夫、佐藤伸一
  - TK・DSS：居波初子、山沢啓子、鈴木リサ、長坂真由美、竹島祐子、丸山茜、山岸由佳、神保よしみ、奈良里美、伊村佳恵
  - 技術コーディネート：脇山真太朗、山下聖司
  - AD：前川瞳美

汐留本社S4サブ放送本部
- - TD：柴田康弘
  - SW：滝沢壮治
  - 音声：大島康彦
  - 調整：矢田部昭
  - TK：坂本幸子
  - ディレクター：小田玲奈

朝まで生しゃべくり007
- - ナレーター：服部伴蔵門、ラルフ鈴木（日本テレビアナウンサー）
  - SW：米田博之
  - カメラ：日向野崇
  - 音声：中村宏美
  - 調整：佐久間治雄
  - 照明：木村弥史、名取孝昌
  - 美術プロデューサー：林健一
  - 美術デザイナー：道勧英樹
  - 装置：永瀬雅俊
  - オブジェ：吉田麻美
  - 装飾：高橋吉彦
  - 電飾：丹野順哉
  - 花飾：藤崎華代
  - メイク：松井悦子
  - TK：大岡伸江、春日千佳子
  - AP：望月祐歌、中村晃子、檀沙織、高倉智美、安田友里
  - ディレクター：諏訪一三、伊藤航、岩本智也、柳瀬寿明、高宮聡子、本橋亜土、小林亘、石丸貴寛、尾之上祐太、伏貫健介
  - プロデューサー：八木田祐子、石原由季子、斎藤みさ子、吉田一浩
  - 演出：相田貴史

芸能界 力王選手権
- - SW：北折雅人
  - カメラ：鈴木健司
  - 音声：太田黒健至
  - 調整：佐藤大心
  - 照明：山内圭

Going!Sports&News
- - 演出：津郷大吾、塩出正樹

チャリティー笑点
- - SW：宮崎和久
  - カメラ：赤澤知弘
  - 音声：酒井孝
  - 調整：八木一夫
  - 照明：内藤晋
  - 美術プロデューサー：高野泰人
  - 美術デザイナー：磯村英俊
  - 装置：峰崎俊輔
  - 装飾：佐々木洋平
  - 衣裳：栗田佐知子
  - メイク：外山奈津子、岩崎良子
  - FM：山口裕之
  - AP：梅沢佳代
  - 音効：宮川素子
  - ディレクター：岩沢錬、大畑仁、高木裕司
  - プロデューサー：飯田達哉
  - チーフプロデューサー：鈴木雅人

力を合わせてギネス世界記録にチャレンジ
- - ナレーター：服部伴蔵門
  - SW：三井隆裕
  - カメラ：山田祐一
  - 音声：池田正義
  - 調整：塩原和益
  - 照明：高橋明宏
  - CG：鈴木寿晃、高澤広大、齊藤久志、宮原耕介、宮内聡
  - 美術プロデューサー：松崎純一、佐藤千穂
  - 美術デザイナー：北村春美
  - 装置：増子純一、赤木直樹
  - 電飾：佐藤勉
  - メイク：高江洲結子、村上静子
  - AP：岡里有佑子
  - ディレクター：吉田基之、川本賢一郎、今野恒、山泉貴弘、塚田直之、高橋正人、山嶋将義、守屋茂員、森栄一郎、牛込剛
  - 演出：福士睦、滝田朋之
  - プロデューサー：遠藤正累、米川昭吾

少年の夢 巨人坂本選手と約束のホームラン
- - ナレーター：沼尾浩子
  - TD：三村浩一、内海秀樹
  - カメラ：原島伸光
  - MIX：冨永純代、福田竜也
  - SW：久保潤哉
  - ディレクター：原田誠之、笈川真、冨田潤一郎、市川浩崇
  - プロデューサー：永井孝昌

石川遼が見た東日本大震災 子供たちとの特別授業
- - ナレーター：板谷由夏
  - AP：水田英子
  - 演出：藤本直樹
  - プロデューサー：紀内良彦、栄永英幸
  - ディレクター：柳沢英俊、福沢英之

徳光和夫 70歳の挑戦 24時間マラソン
- - TD・VE：沼田広美
  - SW：清野理
  - TD：内田幹夫、夏越一徳、東條和人、篠原昭浩、高橋一徳
  - カメラ：諏訪勝、矢口太郎、八木原輝
  - 音声：荒金俊光
  - ASS：池田亮
  - ドライバー：宮田雄一
  - 照明：井口弘一郎、河内俊明
  - ENG：松丸明夫
  - 美術デザイナー：柿崎愛子
  - 装置：田村佳久
  - メイク：奥松かつら
  - マラソンコーディネーター：坂本雄次、佐藤成人、中川修一、川野竜男
  - GPS：野保茉友子
  - ノンリニア：高野和子
  - 制作進行：石井希和、田口美和子、笠間有美
  - ディレクター：那須太輔、末延靖章、高野透矢、奥村竜、田澤実、石野浩史、浦川智之、東海林大介、曽我翔
  - プロデューサー：川邊哲也、阿河朋子、小川明人 / 中村博行

走る理由
- - ナレーター：窪田等
  - ディレクター：田島与真、小川大輔、高梨智子
  - プロデューサー：荻原伸之

日本に元気と勇気を!キリマンジャロ登山完全生中継
- - ナレーター：立木文彦
  - TD：保刈寛之
  - ポイントTD：小峰祐司
  - SW：高橋尚志
  - カメラ：石井邦彦、佐々木由、水谷元保
  - VE：川村雄一
  - ASS：門谷優
  - 音声：清水新太郎、広瀬あかり、小澤太、安楽修平、藤雅樹、Paul Murray
  - マイクロ：星勇次、岩永雄允、Raymond Kirkland、Jason Naismith、Martin Napper
  - 国際衛星：土田朗、相馬美紀
  - 技術コーディネーター：花田巌
  - 山岳コーディネーター：貫田宗男
  - 音効：保苅智子
  - AP：池田供子
  - ディレクター：宮森宏樹、石崎史郎、小野寺健、武井正弘、白井秀知、吉村彰人
  - プロデューサー：岡崎成美
  - 技術協力：Presteige Charter、Globecast
  - 登山協力：ウェックトレック

堀北真希海外リポート 傷ついた子どもたちと絵本の力
- - ナレーター：堀北真希
  - コーディネーター：串田良広
  - 音効：加藤つよし
  - リサーチ：牟田口有希
  - カメラ：斉藤和彦、永石秀行
  - VE：常川裕二
  - 協力：ピーターパン刊行：うさぎ出版©️Disney、「不思議の国のアリス」ロバート・サブダ作 刊行：大日本絵画、「ねないこだれだ」せなけいこ作 刊行：福音館書店、「みんなでぽん」まついのりこ作 刊行：童心社
  - ディレクター：市川隆
  - プロデューサー：高島良子

黒木瞳 海外リポート『あの日、日本が世界からもらった力』
- - ナレーター：黒木瞳
  - プロデューサー：伊藤英恵

ドラマ「生きてるだけでなんくるないさ」の真実
- - ナレーター：田中麗奈
  - プロデューサー：遠藤英幸
  - ディレクター：鹿島健城
  - AP：内田愛

真矢みきが出会った被災地の希望 ガレキの中の小さな花屋さん
- - ナレーター：真矢みき
  - ディレクター：佐谷直子、境一敬

日本列島ダーツの旅 1億人の「力」
- - ナレーター：真地勇志
  - ディレクター：森田隆行、大石正通、須藤大介
  - AP：佐藤友美、木村友子
  - プロデューサー：江尻直孝

陸前高田 震災に負けず、つなげよう!伝統の重倉太鼓
- - ナレーター：水樹奈々
  - TD：三沢津代志
  - SW：村田陸彦
  - MIX：高岡彰吾
  - LD：小川勉
  - カメラ：今野智道
  - VE：飯島章夫
  - ディレクター：加藤健太、村松茂樹、小室圭子
  - 中継ディレクター：笠間崇
  - AP：所俊輔
  - プロデューサー：鬼頭直孝、柴田雅美、永井英樹

未知の病を抱える８歳の少女　櫻井翔が見た命の力
- - ナレーター：魚住りえ

全国から力を!復活!朝のズームインリレー
- - プロデューサー：上野真二
  - 札幌テレビ放送：種田俊二、西村哲哉
  - テレビ岩手：廣嶋文樹、杉本元治
  - ミヤギテレビ：佐藤裕明、伊東泰浩
  - 中京テレビ放送：桃田秀弥、岩元佑樹
  - 読売テレビ放送：徂徠雅夫、伏木崇
  - 日本海テレビジョン放送：河野信一郎、安達俊一
  - 南海放送：冨田哲史
  - テレビ大分：竹尾英樹

お猿のモモちゃん 水上スキー大技ジャンプに挑戦!
- - 広島テレビ放送：山下浩史、平田秀一

ニッポンの100歳おじいちゃんが100メートル走世界記録に挑戦!
- - 読売テレビ放送：前西和成、白子潤

復興への第一歩 三陸に船を集める義援船プロジェクト
- - ナレーター：槇大輔
  - TD：小澤俊博
  - SW：黒木貴博
  - カメラ：小泉明浩
  - VE：柳澤圭佑
  - MIX：辻直哉
  - AP：切替愛
  - ディレクター：長瀬久司、高畑伸彦、中澤洋貴、木下昌洋、高宮恵蔵、本間千映子、田川浩子
  - 演出：笠原保志
  - 中継ディレクター：木村元継
  - プロデューサー：瓜生健、竹村薫
  - 協力：(株)エンジョイ・フィッシャーマン、NPO法人海辺つくり研究会、(株)東武トラベル、(株)日陸

福島応援歌中継
- - SW：安井一雄
  - MIX：長田晃彦
  - AUD：佐藤康弘
  - ディレクター：藤本弘志
  - FD：岩田宣之、円谷浩一
  - 中継ディレクター：杉原和義
  - AP：山崎みみ
  - プロデューサー：斎藤昌、藤田美香

日本武道館
- - TD：杉本裕治
  - 音声プラン：中島和真
  - SW：蔦佳樹、鎌倉和由、安藤康一、松嶋賢一
  - カメラ︰大庭茂嗣、赤尾勝教、今別府元気、梶原悠一、門田健、佐藤裕司、茅野竜徳、木藤和久、小林宏義、東武志、中村哲也、福田伸一郎、早川智晃、田代義昭、吉田健治、高野信彦、荻野高康、岡田博文、中村将直
  - 音声︰川合亮、岡田洋一、原秀彰、渡邊勇二、宮内貞、小原正広、今村公威、船越正道
  - 調整︰小澤郁彌、江頭恭二、菅谷典彦、岡田直紀、舘野真也、三山隆浩、三崎美貴、鈴木昭博、久野崇文、石山実
  - 音楽効果：村上義行、金沢裕一、佐藤充、吉田茂、中野瞬
  - 照明：谷田部恵美、平田丈
  - 美術プロデューサー：山本澄子
  - 美術デザイナー：熊崎真知子、波多野真理
  - 装置︰四之宮克成
  - 電飾：岩井直樹
  - アクリル装飾︰瓜生伸一郎
  - 装飾︰米山幸市
  - 特殊効果︰栗原寛享
  - メイク︰小野かおり
  - VTR出しディレクター：高橋慎耶、奥河内都
  - ステージング：MIKO、小堀理恵子
  - デスク：瀧口恵子
  - TK：中村ひろ子、矢島由紀子、桜井えみこ、田中彩、山際慎子
  - 編曲：たかしまあきひこ、しかたたかし
  - オーディオコーディネーター：鳥飼弘昌
  - 演奏：ガッシュアウト、東京音楽事務所
  - コーラス：フィジー、ミュージッククリエイション / 日テレ学院
  - 手話コーラス隊：愛の小鳩事業団 手話コーラス部
  - アシスタント：日本テレビイベントコンパニオン
  - AD：越山理志
  - 日テレ学院コーラスコーディネーター：飯田啓之、川原井宏実、大西麗
  - ゲストフォロー：円城寺剛、加藤晋也、佐藤里絵、高尾あずみ、中山薫、森下典子
  - フロアディレクター：舟澤謙二、長谷川賢一、徳永清孝、杉岡士朗、氣賀澤宏隆、高橋康之、鈴木豊人、宇津浩二、影山幸子、井上尚也、福田龍、藤井良記、藤野はるか、吉川真一朗
  - プロデューサー：前田直敬、松本京子

わたしの力
- - AP：山中れい子、鈴木章浩、髙橋保乃
  - ディレクター：井上伸正、大原正也、鈴嶋直子、廣田健介、鴨居梨枝、磯部修
  - 演出：鈴木守、川崎文平
  - プロデューサー：和田隆、神尾育代、小島俊一、黒川こず枝

奇跡のものまね「青木隆治」人生を変えたコロッケとの出会い
- - ナレーター：垂木勉

伝説のコンビ・コント５５号 欽ちゃん二郎さんの絆
- - ナレーター：平野義和

宮川大輔を救ったおばあちゃんからの贈り物 天国のおばあちゃんへ
- - ナレーター：根岸朗

力を尽くす獣医・阿部俊範さん
- - ナレーター：堀井真吾

生まれつき脳に障害のある少女 ベッキーと起こす新たな奇跡
- - ナレーター：ベッキー、林田尚親

笑顔で小児ガンと闘った少年 錦戸亮が見た生きる力
- - ナレーター：原田知世

みんなの力をつないで作る モザイクアート2011
- - ナレーター：豊田順子（日本テレビアナウンサー）
  - プロデューサー：林田竜一
  - AP：酒井正義
  - ディレクター：小林周一、鈴木博久
  - 演出：内田秀実、川本良樹

青春と友情の力!高校生ダンス甲子園
- - ナレーター：平井誠一
  - 演出：武石政人
  - ディレクター：佐藤丁丈、水沼保和
  - プロデューサー：牛丸謙壱、錦信次、笠井彩

日本中に元気を届け!踊る吹奏楽
- - ディレクター：藤森真実
  - AP：済本明里

関ジャニ∞と子どもたちの大演奏会
- - ナレーター：平野義和
  - プロデューサー：黒岩敏一
  - ディレクター：久保田克重、花蔭篤

みんなに笑顔を届けたい パントマイムショーに挑戦
- - ナレーター：高山みなみ
  - ディレクター：長井香織、千光士希和

綾小路きみまろ 芸能界の恩師がくれた言葉の力
- - ナレーター：真地勇志
  - ディレクター：宮本将孝
  - AP：原田里美
  - プロデューサー：羽村直子
  - 演出：川俣和也

想いを書に託して…障害を乗り越え書道ガールズに挑戦
- - ナレーター：皆口裕子
  - ディレクター：比嘉智樹、石田利之、本山文隆
  - プロデューサー：大越理央、清千里

東日本大震災 最愛の妻が残した力の手紙
- - ナレーター：窪田等
  - カメラ：杉中敏行
  - ディレクター：川端鉄也
  - プロデューサー：髙松明央

末期ガンと闘い続けるテノール歌手
- - ナレーター：西尾由佳理（日本テレビアナウンサー）
  - 音効：鈴木勉
  - ディレクター：並木哲也
  - プロデューサー：林はる佳

日本列島スーパースターものまね天気予報
- - プロデューサー：萩原朋子
  - ディレクター：佐津川陽

FAX
- - ディレクター：藤村利晴、下田和則、根岸秀明、中道康夫
  - プロデューサー：森下泰男
  - 演出：奥陽介
- 武道館運営：内藤智子、光岡裕子、脇阪真琴、植原佳世子、森田佳苗
- ケータリング：石塚理、野崎麻由美、北野由佳子
- 協力：日本武道館
- 制作協力：IVSテレビ制作、アガサス、AX-ON、アバンズゲート、idealist、いまじん、えすと、エムファーム、オンリー・ワン、キューアップ、極東電視台、コール、コスモ・スペース、ゴッドキッズ、ザ・ワークス、ザイオン、ジッピー、仁プロデューシング、厨子王、スパイスファクトリー、スリートップ、創輝、千代田企画、東阪企画、日企、日テレイベンツ、パッション、ブームアップ、フォアキャスト・コミュニケーションズ、フォーミュレーション、フォルミカ、モスキート、ユニオン映画、ランナーズ・ウェルネス、ロール・ワン、ワーク24
- チャリTシャツデザイン：森本千絵（goen°）
- 構成：桜井慎一、川上トリオ、ヒロハラノブヒコ、木南広明、アリエシュンスケ/石田健祐、石原健次、内海譲司、遠藤佳三、尾首大樹、柏木克紀、佐藤かんじ、沢口義明、塩村文夏、城啓介、杉山奈緒子、鈴木重夫、関根清貴、高梨武志、竹尾明子、田中利明、新倉イワオ、藤原琢也、松林健、三木睦郎、村上知行、樅野太紀、山西伸彦、横山誠一、若林愛美
- 「24時間テレビ」チャリティー委員会事務局
  - 事務局長：神成尚亮
  - 事務局：保坂昌宏、三宅真実子、伊藤喜三郎、広沢みどり、西尾麻衣子、薄井真奈、坂本奈津 / 全国のボランティアの皆さん、草の根チャリティーネットワーク
- 制作進行：東原祐子、古賀絢子
- 監修：五味一男
- 制作：城朋子、小湊義房 / 菅賢治、今村司
- 武道館ディレクター：福田逸平太、久木野大、上田崇博、川口信洋、小松正樹
- 汐留本社S1サブディレクター：伴在正行、橋本和明、廣瀬由紀子、岩鼻優
- S1サブ演出：三觜雅人、納富隆治
- 全体進行：斉藤寿
- プロデューサー：滝澤真一郎、岩下英恵
- 演出：髙橋利之、川邊昭宏
- 武道館演出：江成真二
- 総合プロデューサー：田中宏史
- 総合演出：古立善之
- チーフプロデューサー：松岡至
- 制作指揮：桜田和之
- 製作著作：日本テレビ